# NGC 94-2
NGC 94-2 (ook wel PGC 1670567, NPM1G +22.0020) is een lensvormig sterrenstelsel in het sterrenbeeld Andromeda. Het hemelobject ligt dicht bij een ander sterrenstelsel dat het nummer NGC 94-1 draagt.